# کاتالین سوکه
کاتالین سوکه (به انگلیسی: Katalin Szőke) (زادهٔ ۱۷ اوت ۱۹۳۵) شناگر اهل مجارستان است.